# Geranomyia laudanda
Geranomyia laudanda is een tweevleugelige uit de familie steltmuggen (Limoniidae). De soort komt voor in het Neotropisch gebied.